# 藍眼菊
藍目菊屬（学名：Osteospermum）是菊科金盞花族下的一個屬。
藍目菊原先是屬於異果菊屬，其後從中分裂出來，當中只有一年生的物種仍在此屬中，而多年生的則納入藍目菊屬中。藍目菊屬是核果菊屬的近親。

## 背景
藍眼菊的學名是來自希臘文的「骨頭」及拉丁文的「種子」。又名非洲雛菊、南非雛菊、海角雛菊及藍目雛菊等。
藍眼菊屬下有約50個物種，都是產於非洲，其中35個於南部非洲及阿拉伯。它們是半耐寒性的植物，故此野生的藍眼菊不能抵禦冬天。
藍眼菊的互生葉呈綠色，也有一些品種葉子上有美麗的斑紋。葉子呈尖槍狀，葉緣完整，但耐寒性的種類則有鋸齒。

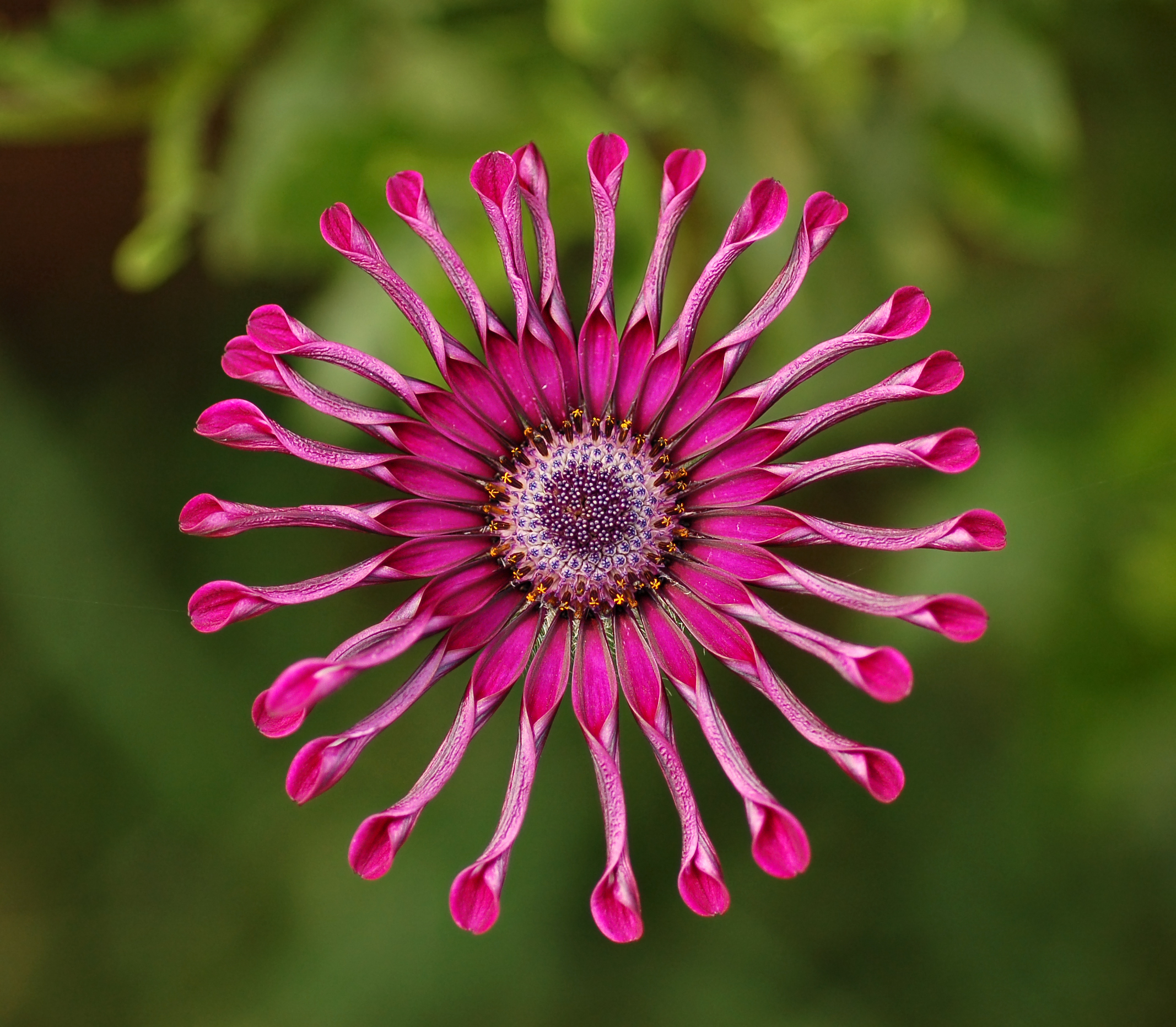
一株蓝眼菊

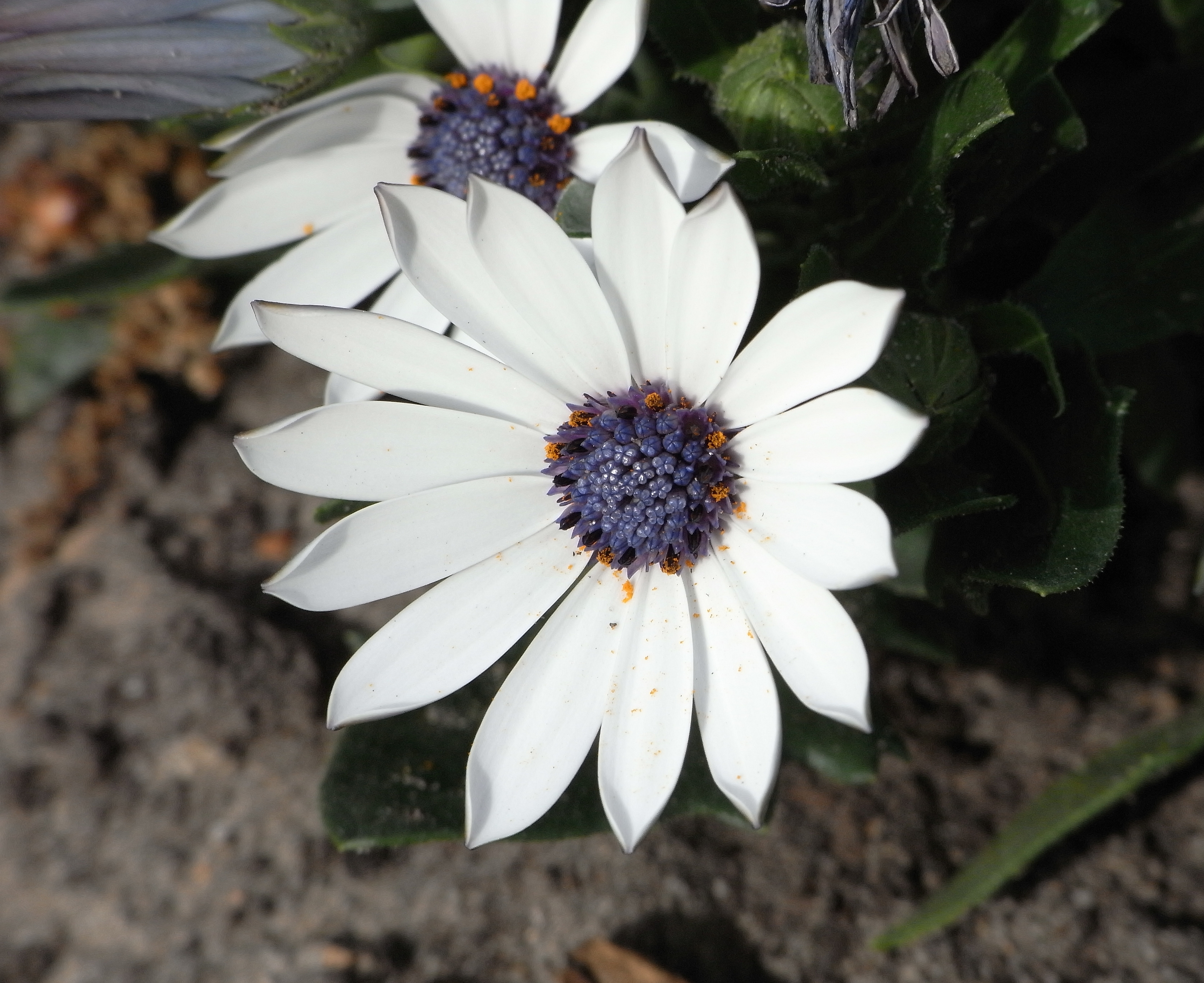

花朵像雛菊，包含了管狀花及舌狀花，在枝上單獨長出，有時也會呈聚傘花序。管狀花是偽雙性的，有多種顏色，如藍色、黃色及紫色，而耐寒性的種類則會在中央呈深藍色。舌狀花只有雌蕊，同有多種顏色，如白色、奶白色、粉紅色、紫色、淡紫色至黃色。一些栽培品種有匙狀的花瓣。很多品種於夏末會開第二次花，耐寒性的種類則在春天開花，但卻不會有第二次的開花。
大部份售賣的藍眼菊栽培品種都是一年生的，主要都是O. jucundum、O. ecklonis及O. grandiflorum的混種，可以抵禦-2℃的低溫。

## 種植
藍眼菊喜歡溫暖及有陽光的環境，並肥沃的土壤。不過它們亦可以抵禦貧瘠的土壤、鹽分高或乾旱的環境。現今的栽培品種開花期較長，適當的澆水及施肥可以使植株持續開花，不需要將凋謝的花剪掉，因為它們不易於結實。若在容器中種植，須避免土壤乾涸，因為它們會進入休眠，以抵禦這種乾旱的環境，植株休眠時，會造成花蕾掉落，以後也不太容易再度開花。再者，乾旱後再行灌溉，不可以澆太多的水，土壤太過潮溼根部會很易腐朽。

## 分類及栽培品種
藍眼菊的分類在種系發生學中曾有多次變種：
- 將藍眼菊屬內的Blaxium被分類在異果菊屬中。
- 將三翅菊屬從藍眼菊屬中分開。
- 將小金盞屬從藍眼菊屬中分開。
- Osteospermum sanctae-helenae分類在小金盞屬中。

一些新的物種如O. australe、O. burttianum及O. potbergense亦有被發現。
藍眼菊的花朵在苗圃中很是普遍。繁殖主要是以扦插育苗進行。有很多的混種及栽培品種已被培育。黃色栽培品種一般都會有黃色或淡白色的花心。

## 外部連結
- A phylogenetic study of the Calenduleae - Bertil Nordenstam & Ida Trift
- Osteospermum.com - a website with lots of information and photographs （页面存档备份，存于）
- Sunadora Osteospermums （页面存档备份，存于）